# Franz Sales von Greiner

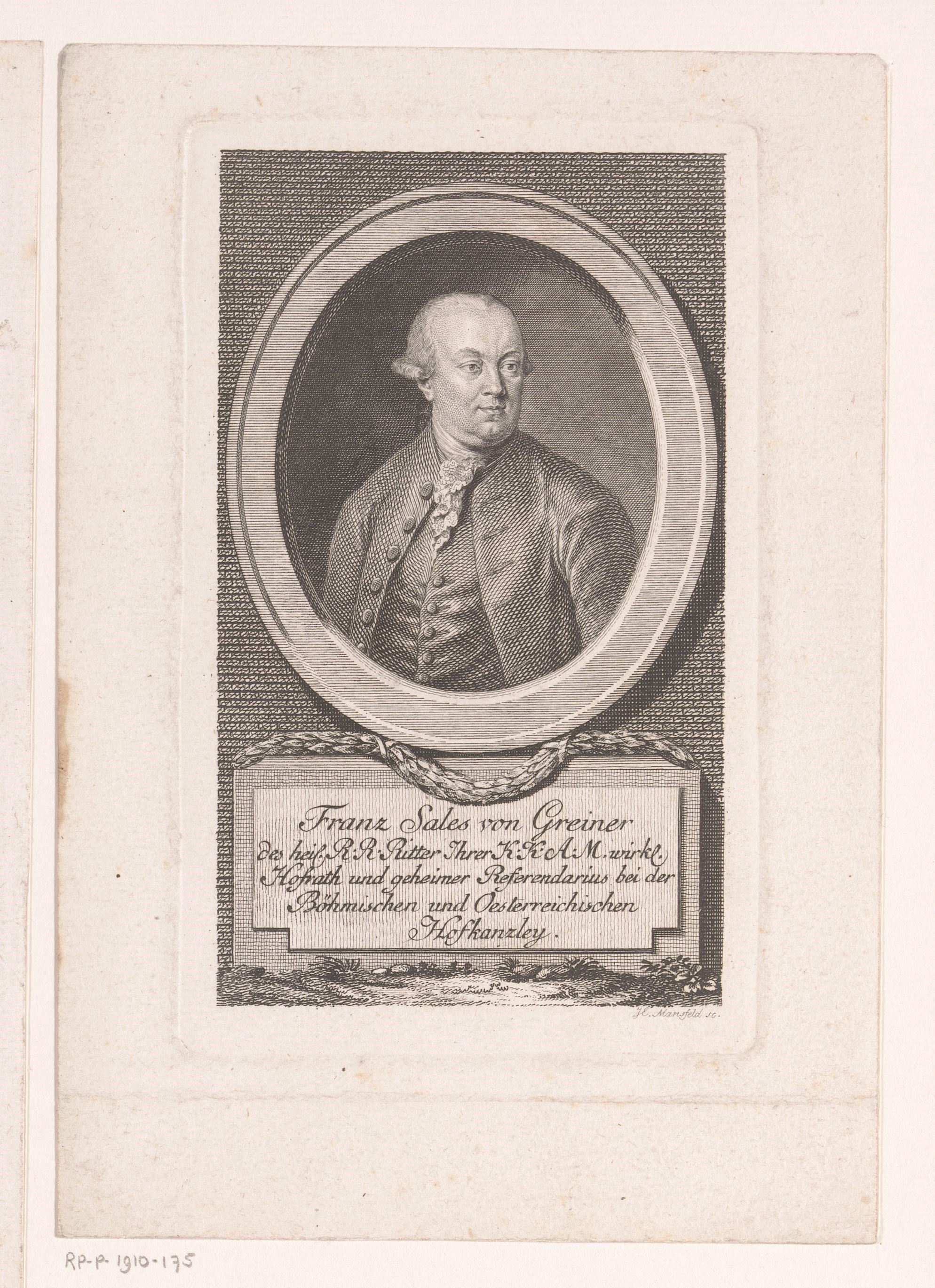
Porträt

Franz Sales Ritter von Greiner (* 2. Februar 1732 in Wien; † 2. Juni 1798 in Hernals) war ein österreichischer Staatsbeamter.

## Leben
Franz Sales von Greiner war ein Sohn des Rechnungsrats Franz Joseph Greiner. Nach dem Abschluss seiner Schulbildung und dem Studium der Grundlagen der Jurisprudenz in Wien trat er 1752 in seinem 20. Lebensjahr als Akzessist in den Staatsdienst ein. Nachdem er zehn Jahre bei der böhmischen Hofkanzlei ohne Gehalt tätig gewesen war, wurde er 1761 zum Konzipisten und 1765 zum Sekretär beim Hofkriegsrat ernannt. Seine Fähigkeiten und sein unermüdlicher Fleiß veranlassten 1768 seine Anstellung als Hofsekretär bei der böhmischen und österreichischen Hofkanzlei. Insbesondere wurde ihm die Führung des Protokolls bei den Sitzungen anvertraut, die damals über wichtige Veränderungen in kirchlichen Einrichtungen und über die Abstellung vieler Missbräuche abgehalten wurden. Viel Aufsehen erregte das Gesetz, das beiden Geschlechtern untersagte, sich vor dem 25. Lebensjahr in ein Kloster aufnehmen zu lassen. Als dagegen viele Bedenken erhoben wurden, verteidigte Greiner diesen Erlass und übersetzte zur Rechtfertigung die französische Gelegenheitsschrift Vayers de Boutigny: Abhandlung von der Macht des Königs in Absicht auf die Bestimmung des zur Ablegung der feierlichen Ordensgelübde erforderlichen Alters seiner Untertanen (Wien 1771).
Greiner stieg dadurch immer höher in der Achtung der Regierung und der Kanzler Johann Rudolph Chotek von Chotkow übertrug ihm die Besorgung der geheimen Präsidialgeschäfte. 1771 erfolgte seine Erhebung in den Ritterstand und 1773 seine Ernennung zum Hofrat und geheimen Referenten der Hofkanzlei. Auch wurde er der Studienhofkommission und der deutschen Schulkommission beigegeben und in seinen Händen lag die Besorgung der wichtigsten Angelegenheiten in diesen Zweigen der Verwaltung. Von großem Einfluss war die Vertrauensstellung, die er der Kaiserin Maria Theresia gegenüber einnahm, mit der er über viele wichtige Staatsangelegenheiten korrespondierte. Diese aus 129 Briefen bestehende Korrespondenz wurde der kaiserlichen Akademie der Wissenschaften 1859 durch H. v. Arneth vorgelegt. Aus den Briefen geht hervor, welchen Anteil Greiner an vielen Verfügungen hatte. Dahin gehören vor allem diejenigen, welche die Teuerung verhinderten, von der Wien während der Kriegszeiten in der Mitte des 18. Jahrhunderts bedroht war. Zum Teil durch seine Bemühungen erfolgte auch die Einführung der Verzehrungssteuer, durch welche die Aufhebung anderer Steuern, die auf einzelnen Klassen Niederösterreichs drückend lasteten, ermöglicht werden sollte. Konsequent kämpfte er für die Aufhebung der Frohnen in Böhmen.
Diese lobenswerten Handlungen schützten Greiner jedoch nicht vor herben Anklagen, die sich aber stets als böswillige Verleumdungen erwiesen und zur Erhöhung seines Ansehens beitrugen. Auch nach dem Tod der ihm wohlwollenden Kaiserin blieb Greiner im Amt und erlebte noch viele von ihm angestrebte und vorbereitete Reformen, die erst durch Kaiser Joseph II. zur Ausführung kommen konnten. Auch Kaiser Franz I. belohnte die rastlose Wirksamkeit dieses Beamten durch das Ritterkreuz des St.-Stephansordens.
Greiner, der selbst malte und komponierte, war auch ein Förderer der Künste und Wissenschaften. Sein Haus galt als Mittelpunkt berühmter Fremder sowie angesehener Literaten und Künstler Wiens; es wurde u. a. von Wolfgang Amadeus Mozart und Joseph Haydn besucht. Ferner war Greiner Beisitzer der kaiserlichen Akademie der bildenden Künste. Ab 1789 besaß er ein eigenes Haustheater. Seine Gemahlin Charlotte (Karoline) Hieronymus (1739–1815), die er 1766 geheiratet hatte, war Kammerfrau und Vorleserin Maria Theresias. Mit ihr hatte Greiner zwei Kinder, einen bereits 1804 verstorbenen Sohn sowie die Tochter Caroline Pichler, die eine bekannte Schriftstellerin und Lyrikerin wurde. Greiner starb am 2. Juni 1798 im Alter von 66 Jahren in Hernals, das damals ein Vorort Wiens war. 